# Aparecida do Bonito
Aparecida do Bonito é um distrito do município brasileiro de Santa Rita d'Oeste, no interior do estado de São Paulo.

## História

### Formação administrativa
- Distrito criado pela Lei n° 8.092 de 28/02/1964, com sede no povoado de igual nome e com território desmembrado dos distritos de Santa Clara d'Oeste e Santa Rita d'Oeste[3][4].

## Geografia

### Demografia

#### População urbana
| Crescimento população urbana | Crescimento população urbana | Crescimento população urbana | Crescimento população urbana |
| Censo                        | Pop.                         |                              | %±                           |
| ---------------------------- | ---------------------------- | ---------------------------- | ---------------------------- |
| 1970                         | 193                          |                              | —                            |
| 1980                         | 155                          |                              | −19,7%                       |
| 1991                         | 129                          |                              | −16,8%                       |
| 2000                         | 95                           |                              | −26,4%                       |
| 2010                         | 95                           |                              | 0,0%                         |
| 2022                         | 82                           |                              | −13,7%                       |
| Fonte: IBGE e Fundação SEADE |                              |                              |                              |

#### População total
Pelo Censo 2010 (IBGE) a população total do distrito era de 448 habitantes.

### Área territorial
A área territorial do distrito é de 130,668 km².

### Rodovias
O principal acesso ao distrito é a estrada vicinal Santa Rita d'Oeste-Santa Albertina.

## Serviços públicos

### Registro civil
Atualmente é feito na sede do município, pois o Cartório de Registro Civil das Pessoas Naturais do distrito foi extinto pela Resolução nº 2 de 15/12/1976 do Tribunal de Justiça do Estado de São Paulo, e seu acervo foi recolhido ao cartório do distrito sede.

### Saneamento
O serviço de abastecimento de água é feito pela Prefeitura Municipal de Santa Rita d'Oeste.

### Energia
A responsável pelo abastecimento de energia elétrica é a Neoenergia Elektro, antiga CESP.

## Religião
O Cristianismo se faz presente no distrito da seguinte forma:

### Igreja Católica
- A igreja faz parte da Diocese de Jales[14].

### Igrejas Evangélicas
- Congregação Cristã no Brasil[15].